# Liste von Burgen und Schlössern in Südmähren
Diese Liste führt Burgen und Schlösser in Südmähren auf und umfasst die Südmährische Region und die Region Zlín. Sie ist Teil der Liste von Burgen und Schlössern in Tschechien. Die Liste erhebt keinen Anspruch auf Vollständigkeit. Es werden die tschechischen Namen verwendet und in Klammern die deutschen Namen angegeben.

## Südmährische Region (Jihomoravský kraj)
Siehe auch:
- Kulturlandschaft Lednice-Valtice
- Liste von Bauten der Liechtensteiner in der Kulturlandschaft Lednice-Valtice

| Name                                                                             | Ort | Lage und Anmerkungen | Bild  |
| -------------------------------------------------------------------------------- | --- | --- | ----- |
| Alte Burg Adamov                                                                 | Adamov, Okres Blansko (Adamsthal, Kreis Blanz)                                                                   | (Lage) |       |
| Neue Burg Adamov                                                                 | Adamov, Okres Blansko (Adamsthal, Kreis Blanz)                                                                   | (Lage) Burgruine |       |
| Schloss Adamov                                                                   | Adamov, Okres Blansko (Adamsthal, Kreis Blanz)                                                                   | (Lage) |       |
| Jagdschloss Allein oder Samota                                                   | České Křídlovice, OT von Božice, Okres Znojmo (Böhmisch Grillowitz, OT von Possitz, Kreis Znaim)                 | (Lage) Jagdschloss |       |
| Burg Blansek                                                                     | Suchdol bei Vavřinec na Moravě, Okres Blansko (Suchdol bei Laurenz, Kreis Blanz)                                 | (Lage) Reste einer Burgruine über dem Tal der Punkva |       |
| Schloss Blansko (Schloss Blanz)                                                  | Blansko (Blanz)                                                                                                  | (Lage) Schloss Blanz war durch die Fürsten Salm-Reifferscheid ein kultureller Mittelpunkt in Südmähren; wo zahlreiche Künstler und Wissenschaftler zu Gast waren, jetzt ein Museum |       |
| Burg Bítov (Schloss Vöttau)                                                      | Bítov, Okres Znojmo (Vöttau, Kreis Znaim)                                                                        | (Lage) |       |
| Schloss Bohdalice (Schloss Bochdalitz)                                           | Bohdalice, Okres Vyškov (Bochdalitz, Kreis Wischau)                                                              | (Lage) |       |
| Schloss Bohutice (Schloss Bochtitz)                                              | Bohutice, Okres Znojmo (Bochtitz, Kreis Znaim)                                                                   | (Lage) |       |
| Schloss Borotín                                                                  | Borotín, Okres Blansko (Borotin, Kreis Blanz)                                                                    | (Lage) Schloss Borotin, errichtet im französischen Barockstil nach Plänen von Franz Anton Grimm als Residenz für den Olmützer Weihbischof Wenzel Freiherr von Freyenfels, 1948 wurde der Besitzer Gustav Riedl enteignet und das Schloss verstaatlicht, seit 1963 als Heilstätte der Schwestern vom hl. Kreuz genutzt, nach 2000 an die Familie Riedl restituiert, Schloss und Park sind nicht öffentlich zugänglich |       |
| Burg Boskovice (Burg Boskowitz)                                                  | Boskovice, Okres Blansko (Boskowitz, Kreis Blanz)                                                                | (Lage) Burgruine, erste Erwähnung 1313 als Burg, Sitz des Adelsgeschlechts Boskowitz |       |
| Schloss Boskovice (Schloss Boskowitz)                                            | Boskovice, Okres Blansko (Boskowitz, Kreis Blanz)                                                                | (Lage) Schloss Boskovice entstand an der Stelle des nach 1682 errichteten zunächst ein Dominikanerinnenkloster, 1784 von Kaiser Joseph II. aufgehoben, das Schloss 1819–1826 durch Franz Joseph von Dietrichstein vermutlich nach Entwürfen des Architekten Josef Esch im klassizistischen Stil errichtet |       |
| Rezidence Boskovice (Residenz Boskowitz)                                         | Boskovice, Okres Blansko (Boskowitz, Kreis Blanz)                                                                | (Lage) jetzt Museum |       |
| Schloss Branišovice (Schloss Frainspitz)                                         | Branišovice, Okres Brno-venkov (Frainspitz, Kreis Brünn-Land)                                                    | (Lage) ehem. Schloss des Grafen Kinsky |       |
| Schloss Břeclav (Schloss Lundenburg)                                             | Břeclav (Lundenburg)                                                                                             | (Lage) fürstlich Liechtensteinisches Schloss |       |
| Schloss Břežany (Schloss Frischau)                                               | Břežany, früher Fryšava, Okres Znojmo (Frischau, Kreis Znaim)                                                    | (Lage) Schloss von 1713 |       |
| Schloss Bauer (Bauer-Schlösschen)                                                | Brno-Pisárky (Brünn-Schreibwald)                                                                                 | (Lage) Bauer-Herrenhaus von 1815 mit Satteldach, 1924–1930 Innenräume durch den Architekten Adolf Loos neugestaltet, heute auf dem Brünner Messegelände, öffentlich nicht zugänglich |       |
| Schloss Brno-Chrlice                                                             | Brno-Chrlice (Brünn-Chirlitz)                                                                                    | (Lage) |       |
| Palác šlechtičen Brno (Damenstift (Brünn))                                       | Brno (Brünn) | (Lage) Barockpalast, heute Mährisches Landesmuseum |       |
| Schloss Brno-Ivanovice                                                           | Brno-Tuřany (Brünn-Turas)                                                                                        | (Lage) |       |
| Schloss Belcredi Brno-Staré Líšeň                                                | Brno-Líšeň (Brünn-Lösch)                                                                                         | (Lage) |       |
| Schloss Brno-Medlánky                                                            | Brno-Medlánky (Brünn-Medlan)                                                                                     | (Lage) |       |
| Letohrádek Mitrovských Brno (Schloss Mitrovsky)                                  | Brno-Staré Brno (Altbrünn)                                                                                       | (Lage) klassizistisches Lustschloss 1779 als Sommerresidenz für Graf Anton Friedrich Mittrowsky von Mittrowitz und Nemischl erbaut |       |
| Schloss Brno-Řečkovice                                                           | Brno-Řečkovice (Brünn-Retschkowitz)                                                                              | (Lage) |       |
| Festung Špilberk (Burg Spielberg)                                                | Brno-střed (Brünn-Mitte)                                                                                         | (Lage) |       |
| Burg Veveří (Burg Eichhorn)                                                      | Brno-Bystrc (Brünn-Bisterz)                                                                                      | (Lage) |       |
| Schloss Bučovice (Schloss Butschowitz)                                           | Bučovice, Okres Vyškov (Butschowitz, Kreis Wischau)                                                              | (Lage) |       |
| Schloss Bzenec (Schloss Bisenz)                                                  | Bzenec, Okres Hodonín (Bisenz, Kreis Göding)                                                                     | (Lage) |       |
| Schloss Cejkovice (Schloss Czeikowitz)                                           | Cejkovice bei Hodonín, Okres Hodonín (Czeikowitz bei Göding, Kreis Göding)                                       | (Lage) |       |
| Schloss Černá Hora (Schloss Schwarzenberg)                                       | Černá Hora, Okres Blansko (Schwarzenberg, Kreis Blanz)                                                           | (Lage) urspr.gotische Burg, 1556 Renaissanceschloss, Umbau unter Graf Moritz von Fries |       |
| Burg Čertův hrádek (Teufelsburg)                                                 | Olomučany, Okres Blansko (Olomutschan, Kreis Blanz)                                                              | (Lage) Reste einer Burgruine, zerstört während der Hussitenkriege |       |
| Schloss Chvalkovice (Schloss Chwalkowitz)                                        | Chvalkovice na Hané bei Ivanovice na Hané, Okres Vyškov (Chwalkowitz bei Eiwanowitz in der Hanna, Kreis Wischau) | (Lage) Schloss Chwalkowitz von 1887 |       |
| Burg Cornštejn (Burg Zornstein)                                                  | Bítov (Vöttau, Kreis Znaim)                                                                                      | (Lage) Lichtenburgsche Burgruine, Burg Zornstein Anfang des 14. Jhs. vom mährischen Landeshauptmann Raimund von Lichtenburg erbaut |       |
| Schloss Cvrčovice, auch Petersova vila (Schloss Urspitz)                         | Cvrčovice, Okres Brno-venkov (Urspitz, Kreis Brünn-Land)                                                         | (Lage) |       |
| Schloss Diváky (Schloss Diwak)                                                   | Diváky, Okres Břeclav (Diwak, Kreis Lundenburg)                                                                  | (Lage) vierflügeliger Bau, Ende des 17. Jahrhunderts als Kloster errichtet, 1945 Enteignung der Freiherren von Levetzow, ab 1953 landwirtschaftliche Berufsschule und Fachlehranstalt für Elektrotechnik, seit 2006 in Privatbesitz |       |
| Burg Dívčí hrady, auch Děvičky (Maidenburg)                                      | Pavlov, Okres Břeclav (Pollau, Kreis Lundenburg)                                                                 | (Lage) Burgruine |       |
| Schloss Dolní Kounice (Schloss Kanitz)                                           | Dolní Kounice, Okres Brno-venkov (Kanitz, Kreis Brünn-Land)                                                      | (Lage) urspr. gotische Burg zur Verteidigung des Klosters, 1552 Umbau zum Renaissanceschloss unter Georg Žabka von Limberg |       |
| Schloss Drnholec (Schloss Dürnholz)                                              | Drnholec, Okres Břeclav (Dürnholz, Kreis Lundenburg)                                                             | (Lage) |       |
| Schloss Drnovice (Schloss Dirnowitz)                                             | Drnovice, Okres Vyškov (Dirnowitz, Kreis Wischau)                                                                | (Lage) |       |
| Jagdschloss Ferdinandsko (Ferdinandsruh)                                         | Truppenübungsplatz Březina bei Březina, Okres Vyškov (Birkicht, Kreis Wischau)                                   | (Lage) |       |
| Burg Frejštejn (Burg Freistein)                                                  | Podhradí nad Dyjí, Okres Znojmo (Freistein, Kreis Znaim)                                                         | (Lage) Burgruine |       |
| Schloss Habrovany (Schloss Habrowan)                                             | Habrovany, Okres Vyškov (Habrowan, Kreis Wischau)                                                                | (Lage) Schloss Habrowan entstand im 16. Jahrhundert als Renaissanceschloss für Jan Dubčanský, 1825 bis 1836 Umbau im Empirestil |       |
| Burg Holštejn (Hohlenstein)                                                      | Holštejn, Okres Blansko (Holstein, Kreis Blanz)                                                                  | (Lage) Burgruine |       |
| Schloss Hostim (Schloss Hösting)                                                 | Hostim, Okres Znojmo (Hösting, Kreis Znaim)                                                                      | (Lage) |       |
| Schloss Hrubšice (Schloss Hrubschitz)                                            | Hrubšice, Okres Brno-venkov (Hrubschitz bei Eibenschütz, Kreis Brünn-Land)                                       | (Lage) |       |
| Schloss Hrušovany (Schloss Grusbach)                                             | Hrušovany nad Jevišovkou, Okres Znojmo (Grusbach, Kreis Znaim)                                                   | (Lage) dreiflügeliger, barocker Bau von 1669, klassizistische Umgestaltung 1840, nach 1945 Kaserne und Arbeitslager, seit 1986 leerstehend |       |
| Schloss Emin Hrušovany (Schloss Emin Grusbach)                                   | Hrušovany nad Jevišovkou, Okres Znojmo (Grusbach, Kreis Znaim)                                                   | (Lage) neobarocker Bau von 1882, benannt nach der Ehefrau Emanuele des Grafen Edvard Khuen von Belasy |       |
| Schloss Hvězdlice (Schloss Wieslitz)                                             | Hvězdlice, Okres Vyškov (Wieslitz, Kreis Wischau)                                                                | (Lage) Barockschloss, eingeschossiger zweiflügeliger Bau entstand 1712 nach Plänen von Giovanni Pietro Tencalla als Residenz des Augustinerklosters errichtet, ab 1924 Blindenheim, jetzt Altersheim |       |
| Schloss Ivanovice (Schloss Eiwanowitz)                                           | Ivanovice na Hané, Okres Vyškov (Eiwanowitz in der Hanna, Kreis Wischau)                                         | (Lage) Renaissanceschloss 1608 aus einer Wasserburg entstanden, Ferdinand Karl von Österreich-Este (1821–1849) ließ 1840 den Schlosspark anlegen |       |
| Schloss Jaroslavice (Schloss Joslowitz)                                          | Jaroslavice, Okres Znojmo (Joslowitz, Kreis Znaim)                                                               | (Lage) Renaissanceschloss (1730/36) mit großem Schlosshof und Arkadengang, Umbau unter Mitwirkung von Joseph Emanuel Fischer von Erlach |       |
| Altes Schloss Jevišovice (Altes Schloss Jaispitz)                                | Jevišovice, Okres Znojmo (Jaispitz, Kreis Znaim)                                                                 | (Lage) altes Schloss Jevišovice, ein Renaissancebau, jetzt Teil des Mährischen Landesmuseums |       |
| Neues Schloss Jevišovice (Neues Schloss Jaispitz)                                | Jevišovice, Okres Znojmo (Jaispitz, Kreis Znaim)                                                                 | (Lage) neues Schloss Jevišovice, ein neugotisches Schloss von 1879 |       |
| Burg Kanšperk (Burg Gansberg)                                                    | Suchov, Okres Hodonín (Suchow, Kreis Göding)                                                                     | (Lage) Reste einer Burgruine | fehlt |
| Schloss Klobouky                                                                 | Klobouky u Brna, Okres Břeclav (Klobouk, Kreis Lundenburg)                                                       | (Lage) |       |
| Schloss Komorov                                                                  | Chvalkovice, Okres Okres Vyškov (Chwalkowitz, Kreis Wischau)                                                     | (Lage) Schloss Komorov, errichtet 1811–1812 im Empirestil für Johann Pagatsch von Paburg, derzeit in ruinösem Zustand, nicht öffentlich zugänglich |       |
| Schloss Kostelec (Schloss Kosteletz)                                             | Kostelec u Kyjova, Okres Hodonín (Kosteletz, Kreis Göding)                                                       | (Lage) |       |
| Schloss Křetín (Schloss Krzetin)                                                 | Křetín, Okres Blansko (Krzetin, Kreis Blanz)                                                                     | (Lage) |       |
| Schloss Křtiny (Schloss Kiritein)                                                | Křtiny, Okres Blansko (Kiritein, Kreis Blanz)                                                                    | (Lage) Schloss Kiritein, erbaut 1658 als Residenz des Prämonstratenserklosters Brünn-Obrowitz (Klášter premonstrátský Brno-Zábrdovice), seit 1920 Sitz des Forstbetriebes der Mendel-Universität Brünn |       |
| Schloss Kunštát (Schloss Kunstadt)                                               | Kunštát, Okres Blansko (Kunstadt, Kreis Blanz)                                                                   | (Lage) |       |
| Schloss Kupařovice (Schloss Kuprowitz)                                           | Kupařovice, Okres Brno-venkov (Kuprowitz, Kreis Brünn-Land)                                                      | (Lage) Barockschloss, 1739–1743 errichtet durch Franz Anton Grimm für Karl Maximilian von Dietrichstein |       |
| Schloss Kuřim (Schloss Gurein)                                                   | Kuřim, Okres Brno-venkov (Gurein, Kreis Brünn-Land)                                                              | (Lage) |       |
| Schloss Kyjov (Schloss Gaya)                                                     | Kyjov, Okres Hodonín (Gaya, Kreis Göding)                                                                        | (Lage) jetzt Stadtmuseum |       |
| Schloss Lány (Jagdschloss "Auf den Lahnen")                                      | Lanžhot, Okres Břeclav (Landshut in Mähren, Kreis Lundenburg)                                                    | (Lage) Jagdschloss „Auf den Lahnen“ (Lány) in der Thaya-Au |       |
| Schloss Lanžhot (Schloss Landshut)                                               | Lanžhot, Okres Břeclav (Landshut in Mähren, Kreis Lundenburg)                                                    | (Lage) Liechtensteinsches Jagdschloss im Ort Lanžhot |       |
| Burg Lečenec                                                                     | Lažánky bei Blansko, Okres Blansko (Laschanek bei Blanz, Kreis Blanz)                                            | (Lage) Reste einer Burgruine |       |
| Schloss Lednice (Schloss Eisgrub)                                                | Lednice, Okres Břeclav (Eisgrub, Kreis Lundenburg) Kulturlandschaft Lednice-Valtice                              | (Lage) |       |
| Apollónův chrám (Apollo-Tempel)                                                  | Kulturlandschaft Lednice-Valtice                                                                                 | (Lage) |       |
| Lovecký zámeček Belvedér (Jagdschloss Belvedere)                                 | Kulturlandschaft Lednice-Valtice                                                                                 | (Lage) |       |
| Dianin chrám Valtice (Diana-Tempel)                                              | Kulturlandschaft Lednice-Valtice                                                                                 | (Lage) |       |
| Hraniční zámeček Hlohovec (Grenzschlösschen)                                     | Hlohovec, Okres Břeclav (Bischofswarth, Kreis Lundenburg) Kulturlandschaft Lednice-Valtice                       | (Lage) Grenzschlösschen (Hraniční zámeček), entstanden zwischen 1816 und 1827 an der Grenze zwischen Niederösterreich und Mähren (mit der Aufschrift: „Zwischen Österreich und Mähren“), Erbauer war Josef Poppelack (Architekt und Baumeister aus Schlesien), im Jahr 1920 wurde die Staatsgrenze weiter nach Süden verlegt, siehe Vertrag von Saint-Germain                                                        |       |
| Janův Hrad (Hansenburg)                                                          | Kulturlandschaft Lednice-Valtice                                                                                 | (Lage) |       |
| Kolonáda na Rajstně (Reistenkolonnade)                                           | Kulturlandschaft Lednice-Valtice                                                                                 | (Lage) Erbauer war der Architekt und Baumeister Josef Poppelack |       |
| Lovecký zámeček Lednice (Jagdschlösschen Eisgrub)                                | Kulturlandschaft Lednice-Valtice                                                                                 | (Lage) |       |
| Nový dvůr Charvátská Nová Ves (Neuhof)                                           | Kulturlandschaft Lednice-Valtice                                                                                 | (Lage) |       |
| Rybniční zámeček Lednice (Jägerhaus oder Jagdschloss am Teich, Teichschlösschen) | Kulturlandschaft Lednice-Valtice                                                                                 | (Lage) |       |
| Tři Grácie chrám (Drei Grazien-Tempel)                                           | Kulturlandschaft Lednice-Valtice                                                                                 | (Lage) Erbauer war der Architekt und Baumeister Josef Poppelack |       |
| Burg Lelekovice (Burg Lelekowitz)                                                | Lelekovice, Okres Brno- venkov (Lelekowitz, Kreis Brünn-Land)                                                    | (Lage) Reste der Burgruine |       |
| Jagdschloss Leopoldsruhe                                                         | Velký Dvůr bei Pohořelice, Okres Brno-venkov (Großhof bei Pohrlitz, Kreis Brünn-Land)                            | (Lage) |       |
| Schloss Lesní Hluboké (Schloss Hluboky)                                          | Lesní Hluboké, Okres Brno-venkov (Hluboky, Kreis Brünn-Land)                                                     | (Lage) barockes Jagdschloss, erbaut 1770 |       |
| Schloss Letovice (Schloss Lettowitz)                                             | Letovice, Okres Blansko (Lettowitz, Kreis Balnz)                                                                 | (Lage) urspr. Burg im Dreißigjährigen Krieg zerstört, heutiges Aussehen durch Umbau in den 1830er Jahren unter den Grafen Kálnoky |       |
| Burg Levnov oder Ketkovický hrad (Burg Löwenau)                                  | Ketkovice, Okres Brno-venkov (Ketkowitz, Kreis Brünn-Land)                                                       | (Lage) Reste einer Burgruine |       |
| Schloss Lomnice (Schloss Lomnitz)                                                | Lomnice, Okres Brno-venkov (Lomnitz, Kreis Brünn-Land)                                                           | (Lage) gotische Burg aus dem 13. Jh., im 16. und 17. Jh. zu einem Schloss im Stile der Renaissance und des Barock umgebaut |       |
| Burg Louka (Burg Lauka)                                                          | Louka, Okres Blansko (Lauka, Kreis Blanz)                                                                        | (Lage) |       |
| Schloss Lysice (Schloss Lissitz)                                                 | Lysice, Okres Blansko (Lissitz, Kreis Blanz)                                                                     | (Lage) ehemalige Wasserburg, Anfang des 17. Jahrhunderts zu einem Renaissanceschloss umgebaut, 1730 barocke Umgestaltung nach Plänen von Christian Alexander Oedtl, mehrfacher Besuch der Schriftstellerin Marie von Ebner-Eschenbach |       |
| Schloss Mikulov (Schloss Nikolsburg)                                             | Mikulov, Okres Břeclav (Nikolsburg, Kreis Lundenburg)                                                            | (Lage) |       |
| Schloss Milotice (Schloss Milotitz)                                              | Milotice u Kyjova, Okres Hodonín (Milotitz, Kreis Göding)                                                        | (Lage) |       |
| Schloss Miroslav (Schloss Mißlitz)                                               | Miroslav, Okres Znojmo (Mißlitz, Kreis Znaim)                                                                    | (Lage) seit 1384 als Wasserburg nachweisbar, am Anfang des 16. Jhs. unter Sigismund Valecký von Mirov im Renaissancestil umgebaut |       |
| Schloss Moravský Krumlov (Schloss Mährisch Kromau)                               | Moravský Krumlov, Okres Znojmo (Mährisch Kromau, Kreis Znaim)                                                    | (Lage) |       |
| Schloss Nové Zámky (Neuschloss)                                                  | Nesovice, Okres Vyškov (Nessowitz, Kreis Wischau)                                                                | (Lage) Renaissanceschloss |       |
| Burg Nový Hrádek (Burg Neuhäusel)                                                | Lukov, Okres Znojmo (Luggau, Kreis Znaim)                                                                        | (Lage) |       |
| Burg Obřany (Burg Oberseß)                                                       | Obřany, Okres Brno-město (Oberseß, Kreis Brünn-Stadt)                                                            | (Lage) Reste einer Burgruine |       |
| Schloss Oslavany (Schloss Oslawan)                                               | Oslavany, Okres Brno-venkov (Oslawan, Kreis Brünn-Land)                                                          | (Lage) Schloss Oslavany, entstanden durch Umbau einer mittelalterlichen Klosteranlage, Renaissancebau mit Innenhof und zweigeschossigen Arkaden |       |
| Burg Pernštejn (Burg Pernstein)                                                  | Nedvědice, Okres Brno-venkov (Nedwieditz, Kreis Brünn-Land)                                                      | (Lage) |       |
| Schloss Pohansko                                                                 | Břeclav (Lundenburg)                                                                                             | (Lage) Jagdschloss im Empirestil 1811–1812 von Johann Joseph Fürst von Liechtenstein erbaut, Architekt war Joseph Kornhäusel (Baudirektor der Fürsten von Liechtenstein), jetzt Museum der Stadt Břeclav |       |
| Schloss Prštice (Schloss Pürschitz)                                              | Prštice, Okres Brno-venkov (Pürschitz, Kreis Brünn-Land)                                                         | (Lage) Schloss Pürschitz, das Renaissanceschloss aus dem 16. Jahrhundert für die Grafen von Thurn erbaut, 1750–1760 unter den Herren von Dietrichstein barocker Umbau nach Plänen von Christian Alexander Oedtl, heutige Gestalt durch Wiederaufbau nach dem Brand von 1808, bis 1919 Sitz der Gutsverwaltung, seit 1925 in Staatsbesitz, seit 1947 im Besitz der Gemeinde Prštice                                   |       |
| Schloss Račice (Schloss Ratschitz)                                               | Račice (Račice-Pístovice), Okres Vyškov (Ratschitz, Kreis Wischau)                                               | (Lage) Schloss Ratschitz zwischen 1568 und 1585 für Hans Haugwitz im Renaissancestil erbaut, in den 1830er Jahren für Johann von Mundy im Empirestil umgebaut, seit 1959 Berufsschule mit Internat |       |
| Schloss Rájec nad Svitavou (Schloss Raitz)                                       | Jestřebí, Okres Blansko (Raitz-Jestreb, Kreis Blanz)                                                             | (Lage) |       |
| Schloss Rosice (Schloss Rossitz)                                                 | Rosice, Okres Brno-venkov (Rossitz, Kreis Brünn-Land)                                                            | (Lage) |       |
| Burg Rychvald (Burg Reichenwald)                                                 | Lysice, Okres Blansko (Lissitz, Kreis Blanz)                                                                     | (Lage) Reste einer Burgruine |       |
| Burg Rysov                                                                       | Skryje, Okres Brno-venkov (Skree, Kreis Brünn-Land)                                                              | (Lage) Reste der Burg Rysov aus dem 13./14. Jh., seit dem 15. Jh. wüst | fehlt |
| Schloss Šebetov (Schloss Schebetau)                                              | Šebetov, Okres Blansko (Schebetau, Kreis Blanz)                                                                  | (Lage) Schloss Schebetau entstand im 16. Jh. als Residenz des Klosters Hradisch, Umbauten von 1614 und 1878, bis 1945 Residenz der Familie von Königswarter, heute ein Dienstgebäude und nicht zugänglich |       |
| Letohrádek Portz Sedlec (Sommerschloss Portz)                                    | Sedlec, Okres Břeclav (Voitelsbrunn, Kreis Lundenburg)                                                           | (Lage) Jagdschloss (Letohrádek Portz) 1629 von Kardinal Maximilian von Dietrichstein erbaut |       |
| Schloss Židlochovice (Schloss Seelowitz)                                         | Židlochovice, Okres Brno-venkov (Groß Seelowitz, Kreis Brünn-Land)                                               | (Lage) 1570 unter Friedrich von Žerotín erbaut durch Umbau einer alten Wasserfeste, Philipp Ludwig von Sinzendorf ließ von 1722 bis 1728 das Schloss durch Joseph Emanuel Fischer von Erlach barock umgestalten |       |
| Burg Sirotčí hrádek (Waisenstein, auch Rassenstein)                              | Klentnice, Okres Břeclav (Klentnitz, Kreis Lundenburg)                                                           | (Lage) Burgruine |       |
| Schloss Šlapanice (Schloss Schlapanitz)                                          | Šlapanice, Okres Brno-venkov (Schlapanitz, Kreis Brünn-Land)                                                     | (Lage) Barockschloss von 1750 für Heinrich Kajetan von Blümegen erbaut, ab 1814 diente es als Fabrikgebäude der Ersten Brünner Maschinenfabrik, 1901 Umbau zur Schule, seit 1993 Gymnasium |       |
| Schloss Slavkov (Schloss Austerlitz)                                             | Slavkov u Brna, Okres Vyškov (Austerlitz, Kreis Wischau)                                                         | (Lage) |       |
| Schloss Sokolnice (Schloss Sokolnitz)                                            | Sokolnice, Okres Brno-venkov (Sokolnitz, Kreis Brünn-Land)                                                       | (Lage) |       |
| Schloss Strážnice (Schloss Straßnitz)                                            | Strážnice, Okres Hodonín (Straßnitz, Kreis Göding)                                                               | (Lage) |       |
| Burg Svitavka (Schloss Zwittawka)                                                | Svitávka, Okres Blansko (Zwittawka, Kreis Blanz)                                                                 | (Lage) Burgruine |       |
| Schloss Tavíkovice (Schloss Tajkowitz)                                           | Tavíkovice, Okres Znojmo (Tajkowitz, Kreis Znaim)                                                                | (Lage) |       |
| Burg Templštejn (Burg Tempelstein)                                               | Jamolice bei Moravský Krumlov, Okres Znojmo (Jamolitz, Kreis Znaim)                                              | (Lage) |       |
| Schloss Těšany (Schloss Tieschan)                                                | Těšany, Okres Brno-venkov (Tieschan, Kreis Brünn-Land)                                                           | (Lage) |       |
| Burg Trmačov (Burg Trmaczow)                                                     | Hluboké Dvory, Okres Brno-venkov (Hluboky, Kreis Brünn-Land)                                                     | (Lage) |       |
| Schloss Troubsko (Schloss Strutz)                                                | Troubsko, Okres Brno-venkov (Strutz, Kreis Brünn-Land)                                                           | (Lage) Schloss Troubsko, 1573 durch den Brünner Baumeister Antonio Gabri erbaut, seit 1958 ein Kulturdenkmal, in den 1990er Jahren Restitution an die Familie von Hochberg |       |
| Jagdschloss Troyerstein                                                          | Rychtářov, Okres Vyškov (Richtersdorf, Kreis Wischau)                                                            | (Lage) barockes Jagdschloss Troyerstein, erbaut 1755 für Fürstbischof Ferdinand Julius von Troyer |       |
| Schloss Uherčice (Schloss Ungarschitz)                                           | Uherčice u Znojma, Okres Znojmo (Ungarschitz, Kreis Znaim)                                                       | (Lage) |       |
| Schloss Valtice (Schloss Feldsberg)                                              | Valtice, Okres Břeclav (Feldsberg, Kreis Lundenburg) Kulturlandschaft Lednice-Valtice                            | (Lage) |       |
| Schloss Velké Opatovice (Schloss Groß Opatowitz)                                 | Velké Opatovice, Okres Blansko (Groß Opatowitz, Kreis Blanz)                                                     | (Lage) Barockschloss von 1757, seit 1924 im Besitz der Stadt, nach Brand Wiederaufbau von 1973 bis 1990, jetzt Stadtmuseum und Stadtverwaltung |       |
| Schloss Veseli (Schloss Wessely)                                                 | Veselí nad Moravou, Okres Hodonín (Wessely an der March, Kreis Göding)                                           | (Lage) urspr. mittelalterliche Wasserburg aus dem 11. Jh., Umbau zum Barockschloss im 18. Jh., heutige Gestalt aus der Mitte des 19. Jhs. durch Umbau nach Plänen des Wiener Architekten Karl Schleps (1802–1840) |       |
| Schloss Višnové (Schloss Wischenau)                                              | Višnové bei Znojmo, Okres Znojmo (Wischenau bei Znaim, Kreis Znaim)                                              | (Lage) |       |
| Schloss Vlasatice (Schloss Wostitz)                                              | Vlasatice, Okres Brno-venkov (Wostitz, Kreis Brünn-Land)                                                         | (Lage) |       |
| Schloss Vohančice (Schloss Wohantschitz)                                         | Vohančice, Okres Brno-venkov (Wohantschitz, Kreis Brünn-Land)                                                    | (Lage) |       |
| Schloss Vranov nad Dyjí (Schloss Frain)                                          | Vranov nad Dyjí, Okres Znojmo (Frain, Kreis Znaim)                                                               | (Lage) |       |
| Schloss Výškov (Schloss Wischau)                                                 | Vyškov (Wischau)                                                                                                 | (Lage) |       |
| Schloss Ždánice (Schloss Steinitz)                                               | Ždánice, Okres Hodonín (Steinitz, Kreis Göding)                                                                  | (Lage) Renaissanceschloss Steinitz, erbaut 1569, heute u. a. als Stadtmuseum genutzt |       |
| Schloss Židlochovice (Schloss Seelowitz)                                         | Židlochovice, Okres Brno-venkov (Groß Seelowitz, Kreis Brünn-Land)                                               | (Lage) urspr. Wasserburg, 1570 Umbau zum Schloss unter Friedrich von Zierotin, barocke Umgestaltung 1722–1728 unter Philipp Ludwig von Sinzendorf durch Joseph Emanuel Fischer von Erlach |       |
| Schloss Znojmo (Schloss Znaim)                                                   | Znojmo (Znaim)                                                                                                   | (Lage) |       |

## Zliner Region (Zlínský kraj)
| Name                                                                       | Ort                                                                                | Lage und Anmerkungen | Bild |
| -------------------------------------------------------------------------- | ---------------------------------------------------------------------------------- | --- | ---- |
| Schloss Bílovice (Schloss Bilowitz)                                        | Bílovice, Okres Uherské Hradiště (Bilowitz, Kreis Ungarisch Hradisch)              | (Lage) urspr. Renaissancebau, Umbauten im Stile des Spätbarock und unter Ferdinand von Laurencin-Beaufort im Empirestil, ab 1831 im Besitz der Familie Logothetti, die 1945 enteignet wurde, 2006 instand gesetzt |      |
| Schloss Branky                                                             | Branky na Moravě, Okres Vsetín (Branek, Kreis Wsetin)                              | (Lage) Schloss Branek, erbaut im 18. Jh. von Lockner von Lockenau |      |
| Schloss Březolupy (Schloss Brzezolup)                                      | Březolupy, Okres Uherské Hradiště (Brzezolup, Kreis Ungarisch Hradisch)            | (Lage) Schloss Březolupy entstand zwischen 1650 und 1668 für František Horecký von Horka im Stil der Spätrenaissance und des Frühbarock, ab 1929 durch Tomáš Baťa in ein Erholungsheim umgewandelt, heute Sitz der Gemeindeverwaltung                                                                                          |      |
| Burg Brumov                                                                | Brumov, Okres Zlín (Brumow, Kreis Zlin)                                            | (Lage) Ruinen der landesherrlichen Burg, errichtet Anfang des 13. Jhs., war im Besitz des Königs, sie diente dem Schutz des Wlarapasses, 1271 hielt sie dem Angriff der Tataren stand, von den Hussiten erobert, Ende des 17. Jahrhunderts strategische Bedeutung in den Türkenkriegen, nach einem Brand 1820 verfiel die Burg |      |
| Burg Buchlov (Burg Buchlau)                                                | Buchlovice, Okres Uherské Hradiště (Buchlowitz, Kreis Ungarisch Hradisch)          | (Lage) |      |
| Schloss Buchlovice (Schloss Buchlowitz)                                    | Buchlovice, Okres Uherské Hradiště (Buchlowitz, Kreis Ungarisch Hradisch)          | (Lage) |      |
| Schloss Bystřice pod Hostýnem (Schloss Bistritz)                           | Bystřice pod Hostýnem, Okres Kroměříž (Bistritz am Hostein, Kreis Kremsier)        | (Lage) |      |
| Schloss Cetechovice (Schloss Cetechowitz)                                  | Cetechovice, Okres Kroměříž (Cetechowitz, Kreis Kremsier)                          | (Lage) Barockschloss Cetechovice, eingeschossiger vierflügeliger Bau, seine heutige Gestalt erhielt er zwischen 1731 und 1738 beim Umbau unter Joseph Anton von Mayerswald, heute in Privatbesitz |      |
| Schloss Choryně (Schloss Chorin)                                           | Choryně, Okres Vsetín (Chorin, Kreis Wsetin)                                       | (Lage) Schloss Chorin vom Anfang des 19. Jhs., im Jahr 1882 gründete Kardinal Friedrich Egon von Fürstenberg ein Kloster für die Kongregation der Barmherzigen Schwestern vom Heiligen Kreuz |      |
| Jagdschloss Chropyně (Schloss Kropin)                                      | Chropyně, Okres Kroměříž (Chropin, Kreis Kremsier)                                 | (Lage) Schloss Chropin, nach Plänen von Giovanni Pietro Tencalla für Bischof Franz Xaver von Dietrichstein errichtet und in der Mitte des 19. Jahrhunderts zum Jagdschlösschen für Kardinal Friedrich Egon von Fürstenberg umgestaltet, jetzt Museum                                                                           |      |
| Burg Cimburk, auch Nový Cimburk (Burg Cimburg)                             | Koryčany, Okres Kroměříž (Koritschan, Kreis Kremsier)                              | (Lage) |      |
| Schloss Dřínov                                                             | Dřínov, Okres Kroměříž (Drzinow, Kreis Kremsier)                                   | (Lage) 1414 erste urkundliche Erwähnung der Feste, 1653–1667 Umbau zum Renaissanceschloss, von 1815 bis 1945 waren die Desfours-Walderode Besitzer des Schlosses, nach 1945 für Wohnungen und Büros genutzt |      |
| Burg Engelsberk, auch Sehrad (Burg Engelsberg)                             | Horní Lhota, Okres Zlín (Oberlhota, Kreis Zlin)                                    | (Lage) |      |
| Schloss Holešov (Schloss Holleschau)                                       | Holešov, Okres Kroměříž (Holleschau, Kreis Kremsier)                               | (Lage) Schloss Holleschau, Barockschloss mit französischem Park, erbaut zwischen 1651 und 1717, öffentlich zugänglich ist nur der Park |      |
| Schloss Hoštice (Schloss Hoschtitz)                                        | Hoštice, Okres Kroměříž (Hoschtitz, Kreis Kremsier)                                | (Lage) Schloss Hoschtitz am Ende des 17. Jhs. von Žalkovský von Žalkovice erbaut, am Hinterausgang zum Park befindet sich ein Denkmal für Marie von Ebner-Eschenbach, die am Übergang vom 19. zum 20. Jahrhundert das Schloss bewohnt hat                                                                                      |      |
| Schloss Klečůvka (Schloss Kleczuwka)                                       | Klečůvka bei Zlín, Okres Zlín (Kleczuwka bei Zlin, Kreis Zlin)                     | (Lage) Schloss aus dem 17. Jh., jetzt Staatsarchiv des Kreises Zlin |      |
| Schloss Koryčany (Schloss Koritschan)                                      | Koryčany, Okres Kroměříž (Koritschan, Kreis Kremsier)                              | (Lage) Schloss Koritschan, Frühbarockbau von 1677, jetzt Schule |      |
| Schloss Kroměříž (Schloss Kremsier)                                        | Kroměříž (Kremsier)                                                                | (Lage) Erzbischöfliches Palais |      |
| Feste Kurovice (Feste Kurowitz)                                            | Kurovice, Okres Kroměříž (Kurowitz, Kreis Kremsier)                                | (Lage) Feste Kurovice entstand im 13. Jahrhundert, im Besitz der Herren von Vrchlabí, der Zoubek von Zdětín und des Kardinals Dietrichstein, heutiges Aussehen nach Umbau um 1630 unter Wenzel Eusebius von Lobkowicz, seit Ende des 19. Jhs. diente das Gebäude als Wohnhaus und Speicher                                     |      |
| Schloss Kvasice (Schloss Kwassitz)                                         | Kvasice, Okres Kroměříž (Kwassitz, Kreis Kremsier)                                 | (Lage) urspr. Eine Wasserburg der Herren von Benešov, Um bau zum Renaissanceschloss am Ende des 16. Jhs. durch Havel Kurovský von Vrchlabí |      |
| Schloss Lešná (Schloss Löschna)                                            | Lešná, Okres Vsetín (Löschna, Kreis Wsetin)                                        | (Lage) von August Graf Kinsky nach 1887 im Stile des Klassizismus umgestaltet, Parkanlage im englischen Stil, heute Teil des Walachischen Regionalmuseums |      |
| Schloss Lešná (Schloss Leschna)                                            | Štípa bei Zlín, Lešná, Okres Zlín (Stiep bei Zlin, Kreis Zlin)                     | (Lage) |      |
| Schloss Liptál                                                             | Liptál, zámek.jpg Okres Vsetín (Lipthal, Kreis Wsetin)                             | (Lage) |      |
| Schloss Litenčice (Schloss Litentschitz)                                   | Litenčice, Okres Kroměříž (Litentschitz, Kreis Kremsier)                           | (Lage) Schloss Litenčice im 17. Jh. unter Péter Pázmány errichtet, seine heutige Gestalt erhielt es Ende des 18. Jhs. unter Franz Podstatzky-Thonsern, 1948 Enteignung, 1993 an die Familie Podstatzky restituiert |      |
| Schloss Luhačovice (Schloss Luhatschowitz)                                 | Luhačovice, Okres Zlín (Bad Luhatschowitz, Kreis Zlin)                             | (Lage) Barockschloss aus dem Jahre 1738 der Grafen von Serényi von Kis-Serény |      |
| Burg Lukov (Burg Luckow)                                                   | Lukov, Okres Zlín (Groß Lukau, Kreis Zlin)                                         | (Lage) Burgruine |      |
| Burg Malenovice (Burg Malenowitz)                                          | Malenovice bei Zlín, Okres Zlín (Mallenowitz, Kreis Zlin)                          | (Lage) |      |
| Schloss Morkovice (Schloss Morkowitz)                                      | Morkovice-Slížany, Okres Kroměříž (Morkowitz-Slischan, Kreis Kremsier)             | (Lage) |      |
| Schloss Napajedla                                                          | Napajedla, Okres Zlín (Napajedl, Kreis Zlin)                                       | (Lage) |      |
| Burg Obřany                                                                | Chvalčov, Okres Kroměříž (Chwaltschow, Kreis Kremsier)                             | (Lage) |      |
| Schloss Ořechov                                                            | Ořechov, Okres Uherské Hradiště (Ořechau, Kreis Ungarisch Hradisch)                | (Lage) |      |
| Schloss Pohořelice (Schloss Pohorschelitz)                                 | Pohořelice, Okres Zlín (Pohorschelitz, Kreis Zlin)                                 | (Lage) Schloss Pohořelice entstand 1780 und erhielt seine heutige Gestalt beim Umbau im 19. Jahrhundert |      |
| Schloss Přílepy (Schloss Pschilep)                                         | Přílepy, Okres Kroměříž (Pschilep, Kreis Kremsier)                                 | (Lage) Schloss Pschilep aus dem 17. Jh., 1852 ließ Karl Maximilian von Seilern und Aspang den Schlosspark, das Laboratorium und die Stallung errichten, 1885 Umbau im Neorenaissancestil mit Eckturm, ab 1947 Erholungsheim, Lehrlingswohnheim und Frauenklinik, heute im Besitz der Gemeinde                                  |      |
| Burg Rožnov (Burg Rosenau)                                                 | Rožnov pod Radhoštěm, Okres Vsetín (Rosenau unter dem Radhoscht, Kreis Wsetin)     | (Lage) |      |
| Burg Rymice (Burg Rimitz)                                                  | Rymice bei Holešov, Okres Kroměříž (Rimitz bei Holleschau, Kreis Kremsier)         | (Lage) Feste Rimitz |      |
| Burg Rýsov, auch Čertův kámen (Teufelstein)                                | Provodov, Okres Zlín (Prowodow, Kreis Zlin)                                        | (Lage) |      |
| Burg Šaumburk (Burg Schaumburg)                                            | Podhradní Lhota, Okres Kroměříž (Podhradni Lhotta, Kreis Kremsier)                 | (Lage) Reste einer Burgruine |      |
| Nový Šaumburk (Neue Schaumburg)                                            | Podhradní Lhota, Okres Kroměříž (Podhradni Lhotta, Kreis Kremsier)                 | (Lage) Reste einer Burgruine |      |
| Schloss Slavičín (Schloss Slawitschin)                                     | Slavičín, Okres Zlín (Slawitschin, Kreis Zlin)                                     | (Lage) Barockschloss von 1750, 1845 Umbau im klassizistischen Stil, heute ein Restaurant |      |
| Schloss Strání (Schloss Strany)                                            | Strání, Okres Uherské Hradiště (Strany, Kreis Ungarisch Hradisch)                  | (Lage) ehemaliges Jagdschlösschen, erbaut nach 1650 für Gundakar von Liechtenstein, es dient heute als Hotel |      |
| Burg Střílky (Burg Střílek)                                                | Střílky, Okres Kroměříž (Střílek, Kreis Kremsier)                                  | (Lage) Reste einer Burgruine |      |
| Schloss Střílky (Schloss Střílek)                                          | Střílky, Okres Kroměříž (Střílek, Kreis Kremsier)                                  | (Lage) Reste einer Burgruine |      |
| Burg Starý Světlov (Burg Alt Swietlau)                                     | Podhradí, Okres Zlín (Burgsdorf, Kreis Zlin)                                       | (Lage) Reste einer Burgruine |      |
| Schloss Nový Světlov (Schloss Swietlau)                                    | Bojkovice, Okres Uherské Hradiště (Bojkowitz, Kreis Ungarisch Hradisch)            | (Lage) |      |
| Schloss Uherský Brod (Schloss Ungarisch Brod)                              | Uherský Brod, Okres Uherské Hradiště (Ungarisch Brod, Kreis Ungarisch Hradisch)    | (Lage) |      |
| Schloss Uherský Ostroh (Schloss Ostra)                                     | Uherský Ostroh, Okres Uherské Hradiště (Ungarisch Ostra, Kreis Ungarisch Hradisch) | (Lage) Schloss Ostra 1560–1570 von den Herren von Kunowitz errichtet, nach 1625 war es Verwaltungssitz der Familie von Liechtenstein, seit 1990 unter Denkmalschutz, heute Nutzung für kommunale Zwecke |      |
| Kinský-Schloss Valašské Meziříčí (Kinsky-Schloss Walachisch Meseritsch)    | Valašské Meziříčí, Okres Vsetín (Walachisch Meseritsch, Kreis Wsetin)              | (Lage) ehem. Schloss der Familie Kinsky |      |
| Žerotín-Schloss Valašské Meziříčí (Zierotin-Schloss Walachisch Meseritsch) | Valašské Meziříčí, Okres Vsetín (Walachisch Meseritsch, Kreis Wsetin)              | (Lage) ehem. Schloss der Familie Zierotin |      |
| Schloss Vizovice (Schloss Wisowitz)                                        | Vizovice, Okres Zlín (Wisowitz, Kreis Zlin)                                        | (Lage) |      |
| SchlossVsetín (Schloss Wsetin)                                             | Vsetín (Wsetin)                                                                    | (Lage) Schloss Vsetín, heute Regionalmuseum der Walachei |      |
| Schloss Zdislavice (Schloss Zdislawitz)                                    | Zdislavice, Okres Kroměříž (Zdislawitz, Kreis Kremsier)                            | (Lage) Schloss Zdislawitz ist der Geburtsort der Schriftstellerin Marie von Ebner-Eschenbach, nach 1948 Kulturhaus, heute im baufälligen Zustand |      |
| Schloss Zdounky                                                            | Zdounky, Okres Kroměříž (Zdounek, Kreis Kremsier)                                  | (Lage) urspr. Renaissancebau im 17. Jh. im Besitz der Jesuiten, Umbau im Barockstil, im 19. Jh. war das Schloss im Besitz des Generalmajors Friedrich August Prinz von Thurn und Taxis, der letzte Besitzer bis 1945 war die Familie Strachwitz                                                                                |      |
| Schloss Zlín                                                               | Zlín (Zlin)                                                                        | (Lage) |      |
| Burg Zuvačov                                                               | Komňa, Okres Uherské Hradiště (Komnia, Kreis Ungarisch Hradisch)                   | (Lage) Reste der Burgruine Zuvačov |      |